# Palacio de Navarra
El Palacio de Navarra (en euskera Nafarroako Jauregia), o Palacio de la Diputación Foral de Navarra, es el edificio en Pamplona, Navarra (España), que data del siglo XIX que fue inicialmente sede de la Diputación Foral de Navarra y donde actualmente reside la sede del Gobierno Foral de Navarra y de su presidencia. Es la construcción civil más importante realizada en Navarra durante este siglo XIX y la tipología constructiva «coincide con otras de la geografía nacional, con el Palacio de Congresos de Madrid como punto de referencia.» Está asentado sobre una parcela trapezoidal situada al comienzo de la avenida Carlos III (por el este) y avenida San Ignacio (por el oeste) respectivamente. Por su ubicación, aunque adyacente a la Plaza del Castillo (por el norte) y al Paseo de Sarasate (por el oeste también) forma parte del incipiente Segundo Ensanche de Pamplona.

## Contexto histórico
Hasta mediados del siglo XIX la Diputación Foral de Navarra (Diputación del Reino de Navarra, denominación hasta 1841) no tuvo sede propia. Entre 1824 y 1846 ocupaba el Palacio del Marqués de Castelfuerte o del Barón de Armendáriz, situado en la calle San Francisco. Por esta razón también conocido este edificio por ello como la Casa del Reino. En este palacio se alojó Fernando VII en 1828.
A partir de la desamortización se aprovechó el solar del Convento de las Carmelitas Descalzas —que, a su vez, aprovecharon el solar dejado por el castillo de Santiago y el antiguo Convento de Santiago—, para instalar allí su sede; más exactamente, el solar ocupado por el huerto conventual que habían solicitado las religiosas a finales del siglo XVI.  La Real Orden de 16 de agosto de 1837 atendía los deseos de la Diputación de Navarra y la comunicación llegaba a finales de ese mismo mes a oídos de la institución navarra. Sin embargo, hasta el 9 de julio de 1838 no se hizo entrega del inmueble al diputado comisionado, Miguel Javier Igal que tomó posesión oficialmente al día siguiente en nombre de la Diputación del convento «con su huerta, patio y terrenos comprendidos dentro de la pared que los cerca».
La primera intención fue reaprovechar tanto el inmueble conventual como el solar pero se encontraron de frente con la autoridad militar de Navarra, el virrey, Isidro Alaix, que buscaba aprovechar los materiales para la reparación de las murallas de Pamplona apremiado por la coyuntura bélica de la primera guerra carlista. Aunque remitió el 14 de septiembre el expediente a la Diputación para su informe, «por su cuenta y propia autoridad, había iniciado ya, manu militari, el derribo del edificio.»
Con todo, aún fue necesaria una permuta más, esta vez con el Ayuntamiento de Pamplona. El consistorio pamplonés, que deseaba levantar un teatro y una plaza de toros aprovechando parte del solar desamortizado, solicitó a la Diputación esa parcela que ocupaba la parte central (donde actualmente arranca la avenida Carlos III). La respuesta fue positiva y a cambio la Diputación recibió del ayuntamiento el terreno adyacente que daba a la Taconera (actualmente Paseo de Sarasate), un cambio fundamental ya que el nuevo edificio se levantaría exactamente sobre este terreno. Esta operación se cerraría a finales de 1839.

## Construcción (1840-1856)
El proyecto fue encargado a José de Nagusía, arquitecto de la Diputación, que para el 13 de mayo de 1840 tenía los planos de los nuevos terrenos. El 27 de julio de 1840 se plantea en la sesión celebrada en la Diputación la construcción de un edificio de nueva planta. Sin embargo, en la operación de permuta anterior había quedado pendiente la cuestión de la plaza de toros mientras que las obras del nuevo teatro se iniciaron ya en abril de 1840. Por fin, tras tanta disputa entre ayuntamiento y Diputación, el 23 de diciembre de 1840 dieron comienzo las obras de construcción del palacio.
El maestro carpintero encargado del cierre del terreno para la nueva obra fue Francisco Legaria. Por su parte, para el derribo de las antiguas construcciones se contó con el maestro albañil Fidel Villanueva que ejecutó sus tareas hasta finales de enero de 1841. A partir de estas fechas se inician la labores de cimentación y de trazado de la nueva planta. A pesar de todo, los conflictos con las autoridades militares aún perduraban ya que estas mantenían ocupado parte del viejo edificio conventual y seguían aprovechando los materiales para reparar el baluarte de la Reina.

## Exterior del palacio

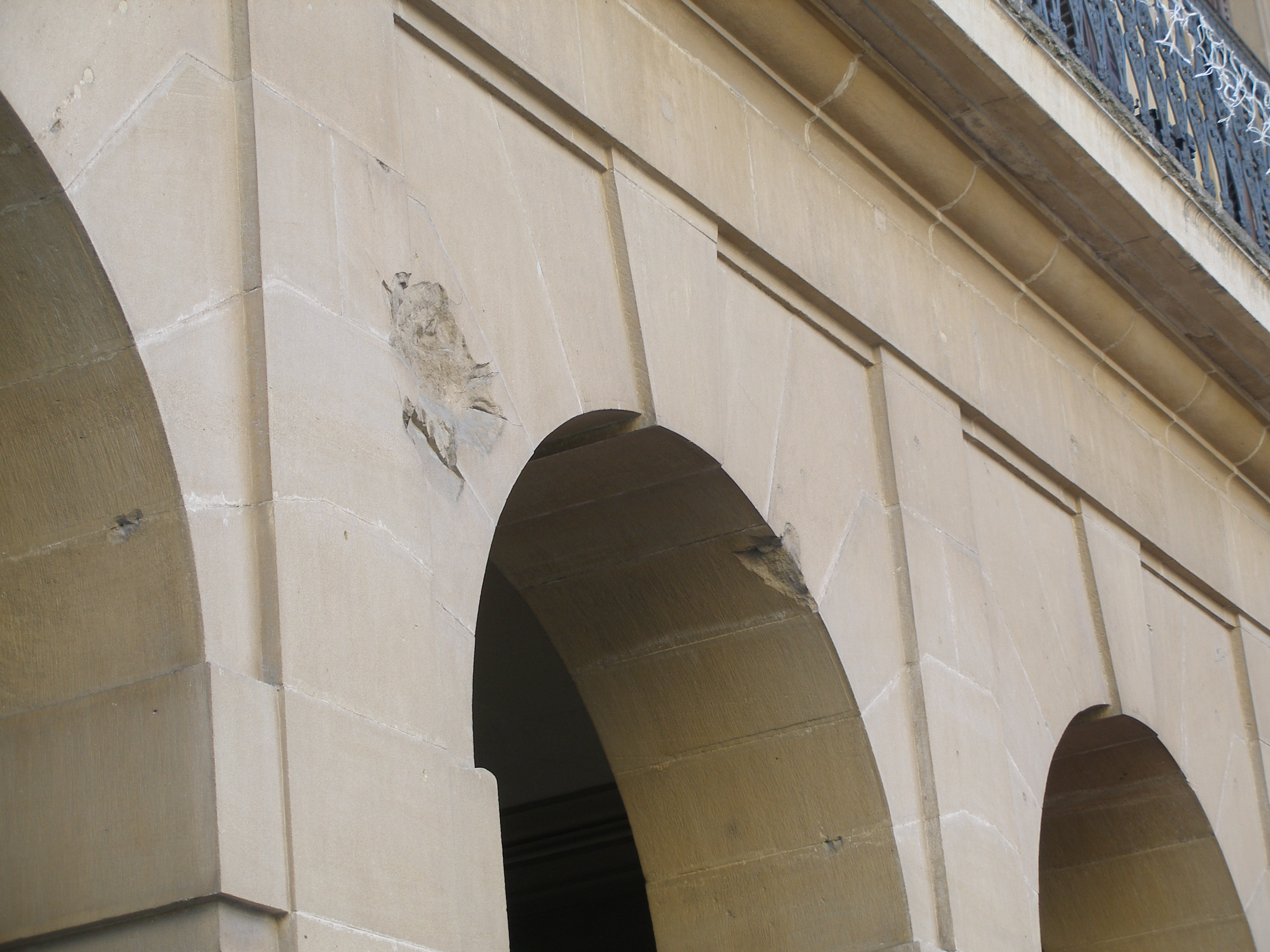
En sus paredes se pueden ver cicatrices de la guerra civil española, impactos de las bombas lanzadas el 12 de noviembre de 1937 por la aviación republicana.

Es de carácter palacial, neoclásico, potente que tanto arraigó en la arquitectura institucional de Navarra. Se empleó piedra procedente de las canteras de Ansoáin y Ezcaba. A ello contribuyen la fortaleza del sillar, la calculada dimensión de los elementos y su distribución, y el sereno frontis clásico de orden dórico que da al paseo de Sarasate y que se organiza sobre un portíco con una galería de arcos que se continúa en la fachada que da a la plaza del Castillo.
Iniciado el siglo XX, en 1929, José y Javier Yárnoz, una vez que habían desaparecido las murallas, lo ampliaron hacia la avenida Carlos III, eje del Segundo Ensanche, con el mismo estilo que les precedía. Las esculturas y relieves del frontón de esta cara posterior del palacio son de Fructuoso Orduna en 1932. En él se representa a Navarra y las actividades humanas y artísticas que le caracterizaron.

## Interior del palacio
Presenta una fastuosa escalera como acceso. Entre las numerosas dependencias, con marcado carácter administrativo, destacan sus dos salones:

### Salón del Trono
Del interior destaca el Salón del Trono, la estancia principal, revestida con gran majestuosidad de estilo isabelino realizado entre 1861 y 1865 por el arquitecto Maximiano Hijón que dirigió la obra y se encargó de contratar a los cuatro artistas que intervinieron. Este proyecto fue promovido con motivo de la visita de la reina Isabel II a Navarra y el conjunto recoge «la historia y los símbolos de Navarra».
El acceso al salón se realizan mediante dos puertas sobre cuyos dinteles se representan momentos históricos relevantes de la historia navarra. Sus balcones se abren hacia el Paseo de Sarasate. En sus paredes, pintadas en rojo y que descansan sobre un nivel base en mármol, se muestran espejos con marcos dorados entre pilastras con capiteles corintios y dorados que sustentan un friso ricamente decorado. Sobre el mismo se representan a los principales personajes y episodios que forjan la historia del Reino de Navarra durante la Edad Media.
En el techo del salón, obra de Miguel Ángel Azparren realizada en 1862, se representa una alegoría de Navarra compuesta por «una matrona sentada y coronada, con palmas y laureles en su mano derecha y dirigiendo su mirada hacia el templo de la sabiduría.» El conjunto presenta un fondo con un paisaje natural resaltado por «dos elementos emblemáticos del progreso: una fábrica y el ferrocarril, atravesando el acueducto de Noáin.» Esta alegoría de Navarra «está rodeada de las cuatro virtudes cardinales -Prudencia, Justicia, Fortaleza y Templanza» que enlazan con la escena central mediante una cadenas conmemorativas de las usadas en el escudo. También se acompañan el conjunto con cuatro bajorrelieves representando a las ciencias, artes, armas y agricultura.
En el esquilfe de la bóveda se muestran diez medallones unidos por guirnaldas representando las armas de ciudades y villas navarras como Pamplona, Olite, Tudela, Tafalla, Estella, Sangüesa, Puente la Reina, Aoiz, Viana, Lumbier, Cascante, Corella, Monreal y Los Arcos.

#### Galería de los Reyes de Navarra
Situado en la parte más alta de las paredes, se representa una galería corrida con 32 retratos de reyes de Navarra, desde el siglo VIII hasta el siglo XV siendo Carlos III de Navarra el que cierra el listado. Quedan sin incluir los siguientes, Blanca I de Navarra, Juan II de Navarra, Leonor I de Navarra, Francisco Febo y Catalina I de Navarra. Es por, sin duda, uno de los mayores atractivos de la estancia y también ha sido objeto de gran difusión. La obra, realizada en 1864, está firmada por Joaquín Espalter, Francisco Aznar, Constancio López Corona, Alfredo Ferrán y Francisco Mendoza como autores.

#### Escenas históricas
Las escenas históricas que rellenan las paredes a diferentes niveles recreando momentos clave en Navarra:
- La invención del cuerpo de San Fermín, hijo de Firmo. (Alejandro Ferrán).
- La libertad del rey Carlos II de Navarra, preso en Ruan. (Constancio López Corona).
- La batalla de Roncesvalles del 778. (Francisco Aznar).
- La concesión hecha por Carlos III del Privilegio de la Unión a la ciudad de Pamplona en 1423. (Constancio López Corona).
- La batalla de Olast del 785 contra Abderramán. (Alejandro Ferrán).
- La entrega de los 12.000 mancusos de oro que Al-Muqtádir de Zaragoza pagaba anualmente al rey de Pamplona Sancho Garcés IV desde 1046. (Alejandro Ferrán).
- Representación de una sesión de las Cortes de Navarra. (Francisco Aznar).
- El testamento de Sancho III el Mayor, «rey de las Españas» a sus cuatro hijos: García, Fernando, Ramiro y Gonzalo. (Alejandro Ferrán).
- La proclamación del primer rey de Navarra, elevado sobre un pavés, y la mencionada batalla de las Navas de Tolosa.[1]

#### Otros elementos
Entre el resto de elementos que forman parte del salón están el propio trono, elevado sobre un estrado de tres peldaños bajo un dosel aterciopelado donde se disponen dos sitiales constituyendo el trono y cuyo uso queda exclusivamente reservado a los Reyes de España.
El Tapiz de las Navas de Tolosa, como fondo del trono, es una reproducción del Pendón de las Navas conservado en el monasterio de las Huelgas (Burgos) en 1954.
Sobre el dosel que tapa el trono están las Cadenas de Navarra símbolo de las logradas por Sancho VII el Fuerte en 1212 que trajo como trofeo y que conforman el escudo de Navarra.
Tampoco faltan los bustos de personajes ilustres vinculados con la cultura de Navarra, incluyendo las figuras de San Fermín y San Francisco Javier «como copatronos del Reino de Navarra desde 1657». Otras figuras representadas son el cardenal Martín Zalba, el prelado Joaquín Javier Úriz, el P. José de Moret, el doctor Navarro Martín de Azpilcueta, el escultor Miguel Ancheta, Martín Pérez de Estella y el mariscal Pedro de Navarra.

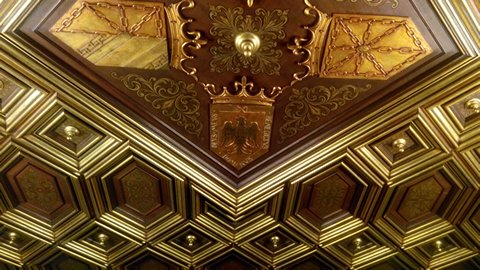
Detalle del Salón de Sesiones (Palacio de Navarra). Techumbre con artesonado de madera de roble.

### Salón de Sesiones
Otro de los salones relevantes es el llamado Salón de Sesiones donde se reunía el Consejo de Gobierno de Navarra (antes, el Consejo Foral). Muestra unas dimensiones de 29 metros de longitud por 1,80 metros de altura. Destaca el artesonado de la techumbre, de madera de roble, adornado con motivos heráldicos combinados con las armas de Navarra de diferentes monarcas como Sancho VI el Sabio, Sancho VII el Fuerte, armas de Champaña, de Evreux o del Principado de Viana. En 1950 fue reformado por Víctor Eusa.

#### Conjunto pictórico

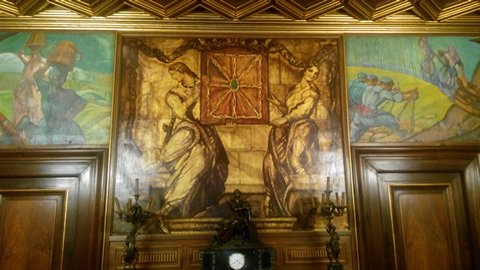
Detalle del Salón de Sesiones (Palacio de Navarra) mostrando el escudo de Navarra sostenido por sendas alegorías de la Montaña y la Ribera.

Sus paredes, con pintura al óleo sobre lienzo de lino de trama gruesa, fueron decoradas en 1935 por el pintor Gustavo de Maeztu habiendo sido restaurado en 2018. Destaca dentro del conjunto pictórico el claro predominio la figura de la mujer ocupando todo el contorno del salón. 
En su parte central, jalonada por sendas puertas de acceso, se representa el escudo de Navarra sostenido por dos figuras alegóricas de la Montaña y la Ribera (cada mujer lleva el traje típico de cada zona respectivamente), destacando por su tonalidad dorada. 
A ambos lados de esta representación se dibujan grandes murales descriptivos de varias zonas geográficas de Navarra (como el valle de Baztán y la Zona Media) mostrando a sus personajes realizando labores agrícolas y ganaderas tradicionales.
También se observan representados figuras ilustres como san Francisco Javier o Bartolomé de Carranza así como lugares icónicos como Ujué, Viana, Pamplona o Leire.
Desde el año 2010 en que se trasladó al nuevo edificio en el Palacio de los Reyes de Navarra, está disponible como un elemento más del conjunto el antiguo edificio construido por Florencio Ansoleaga expresamente en 1896 para albergar al Archivo General de Navarra.
Tiene un jardín visible desde la verja que lo separa de la Avenida de San Ignacio. En el centro del jardín hay una fuente iluminada, y en él se encuentra una de las dos secuoyas que hay en Pamplona, la conocida popularmente como "Pino de la Diputación", plantada en 1856, declarada monumento natural en el 2009 y con una altura cercana a los 36 metros en la actualidad.

### Navarros ilustres
En la fachada de este anexo al palacio que da al jardín, en el friso que corre debajo de las ventanas de las planta principal, hay una serie de 8 medallones -cuatro a cada lado del balcón principal- que recuerdan a otros tantos ilustres hombres de letras navarros: Los medallones muestran un relieve del personaje, y debajo se indica su nombre;
- Juan de Jaso (†1515), jurista, Presidente del Consejo Real de Navarra.
- P. José de Moret (1615-1687), sacerdote jesuita, historiador.
- Juan de Sada, matemático e historiador del siglo XVII, autor de la Historia apologética y descripción del Reyno de Navarra y de su mucha antigüedad, nobleza, calidades y reyes.
- R. Jiménez de Rada (1170-1247), obispo, historiador y hombre de estado de Navarra.
- Martín de Azpilicueta (1492-1586), sacerdote, teólogo y canonista.
- J. de Arbolancha, poeta tudelano del siglo XVI.
- Fr. Diego de Estella (1524-1578), franciscano, teólogo y humanista.
- Príncipe de Viana, Carlos de Trastámara y Évreux (1421-61), escribió la Crónica de los reyes de Navarra.

## Galería

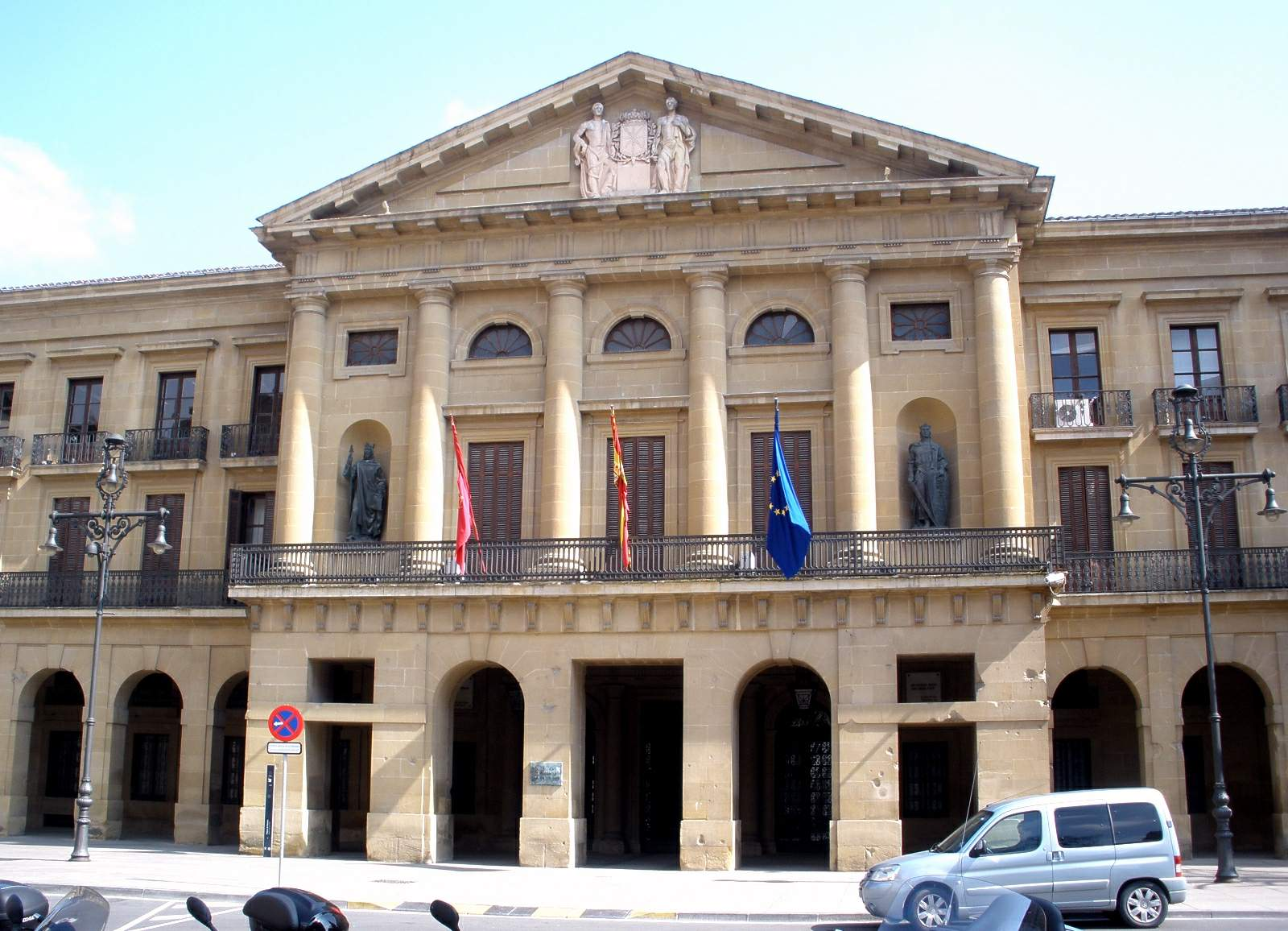
Fachada principal del Palacio de Navarra, a poniente, hacia el Paseo de Sarasate, diseñada en el proyecto original.
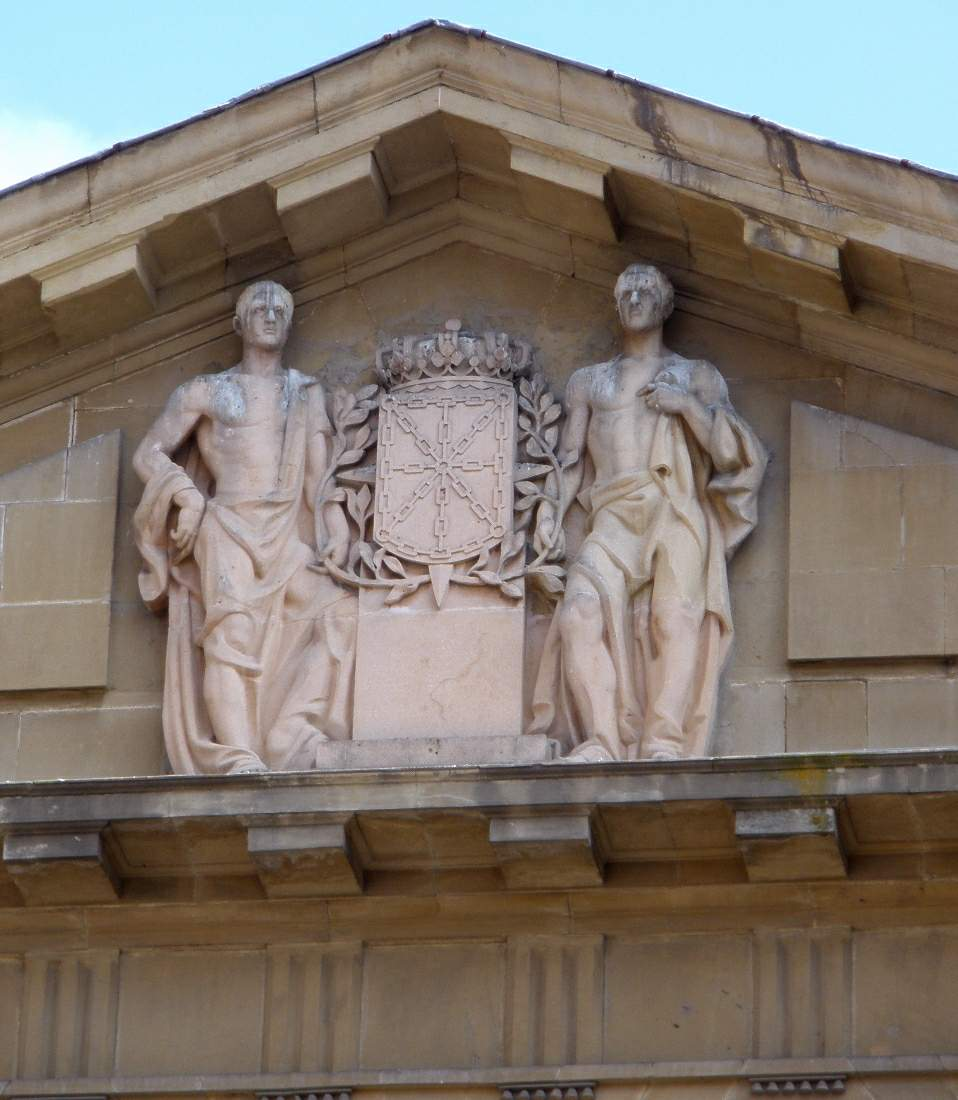
Detalle ornamental del frontón de la fachada occidental.
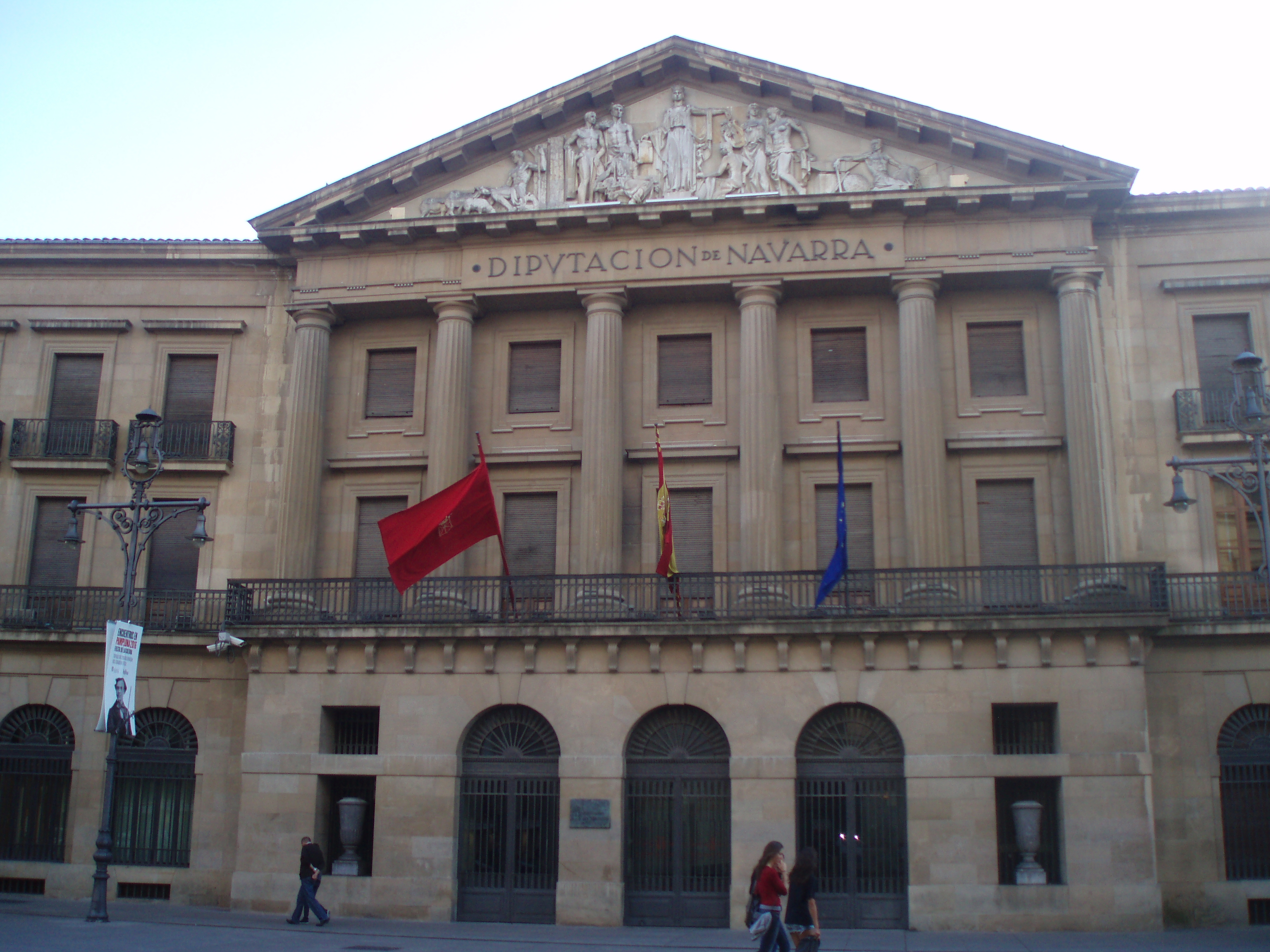
Fachada nueva del Palacio de Navarra, a oriente, hacia la Avenida de Carlos III, levantada un siglo después.
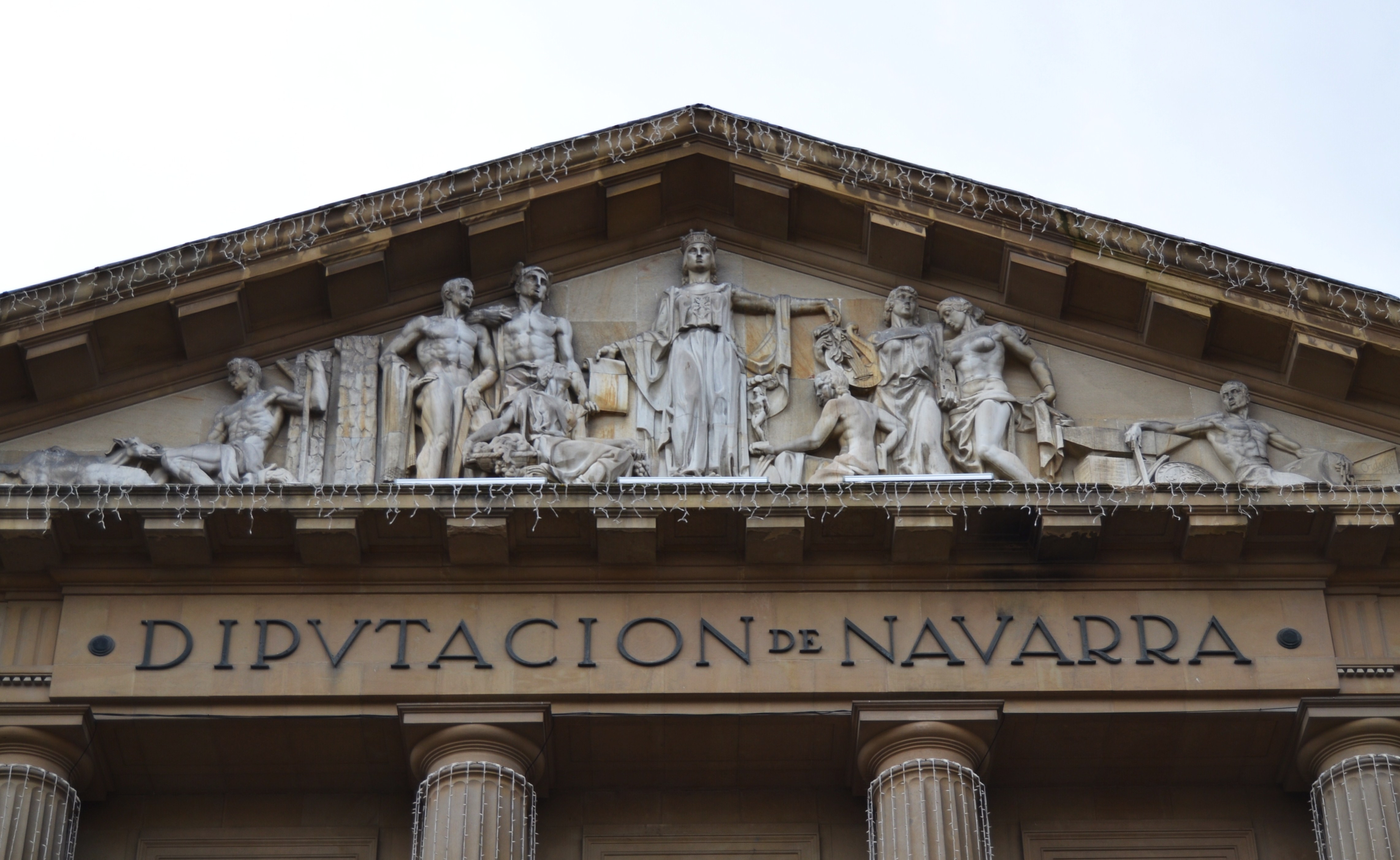
Detalle ornamental del frontón de la fachada oriental obra de Fructuoso Orduna.
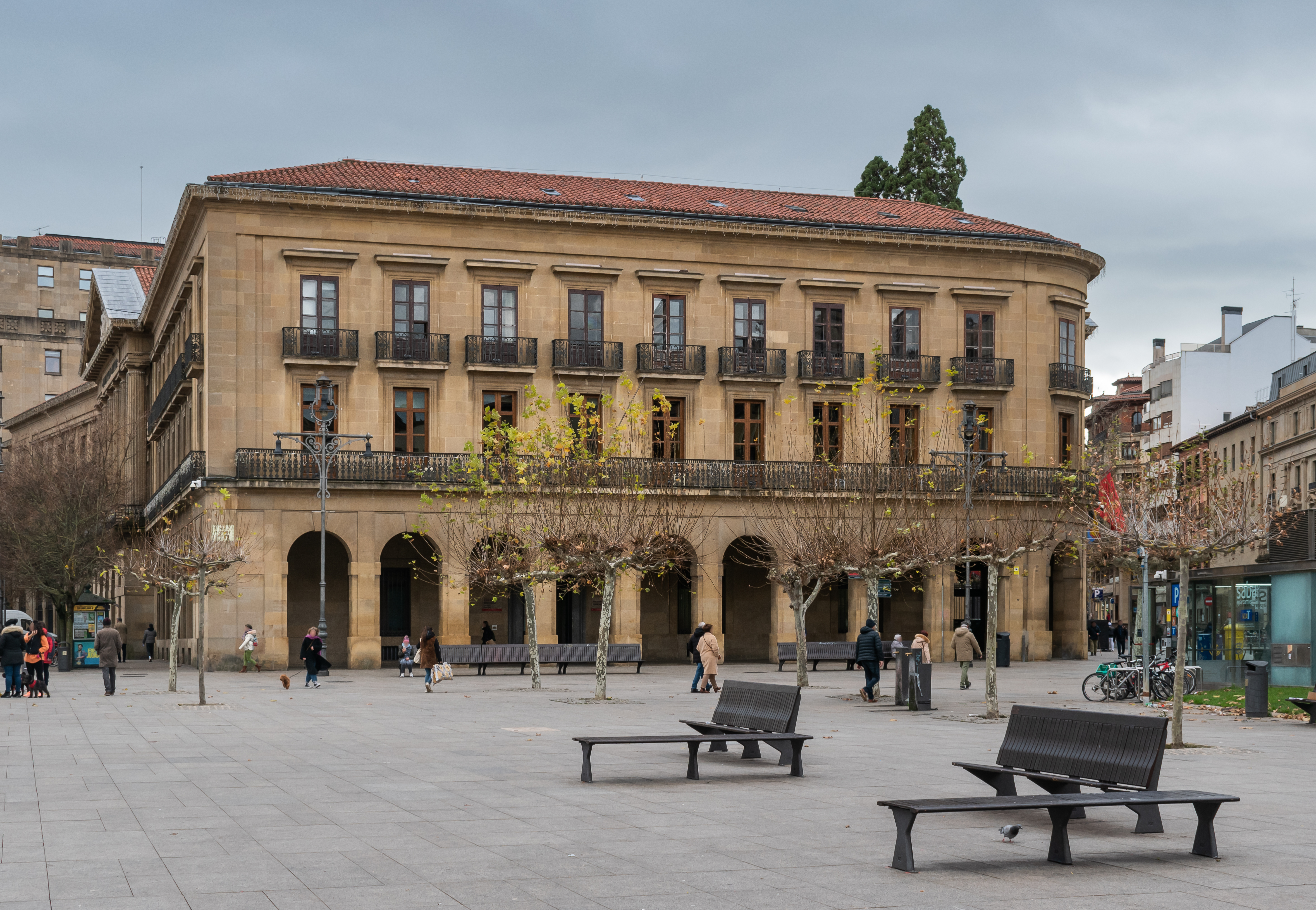
Fachada septentrional, hacia la Plaza del Castillo.
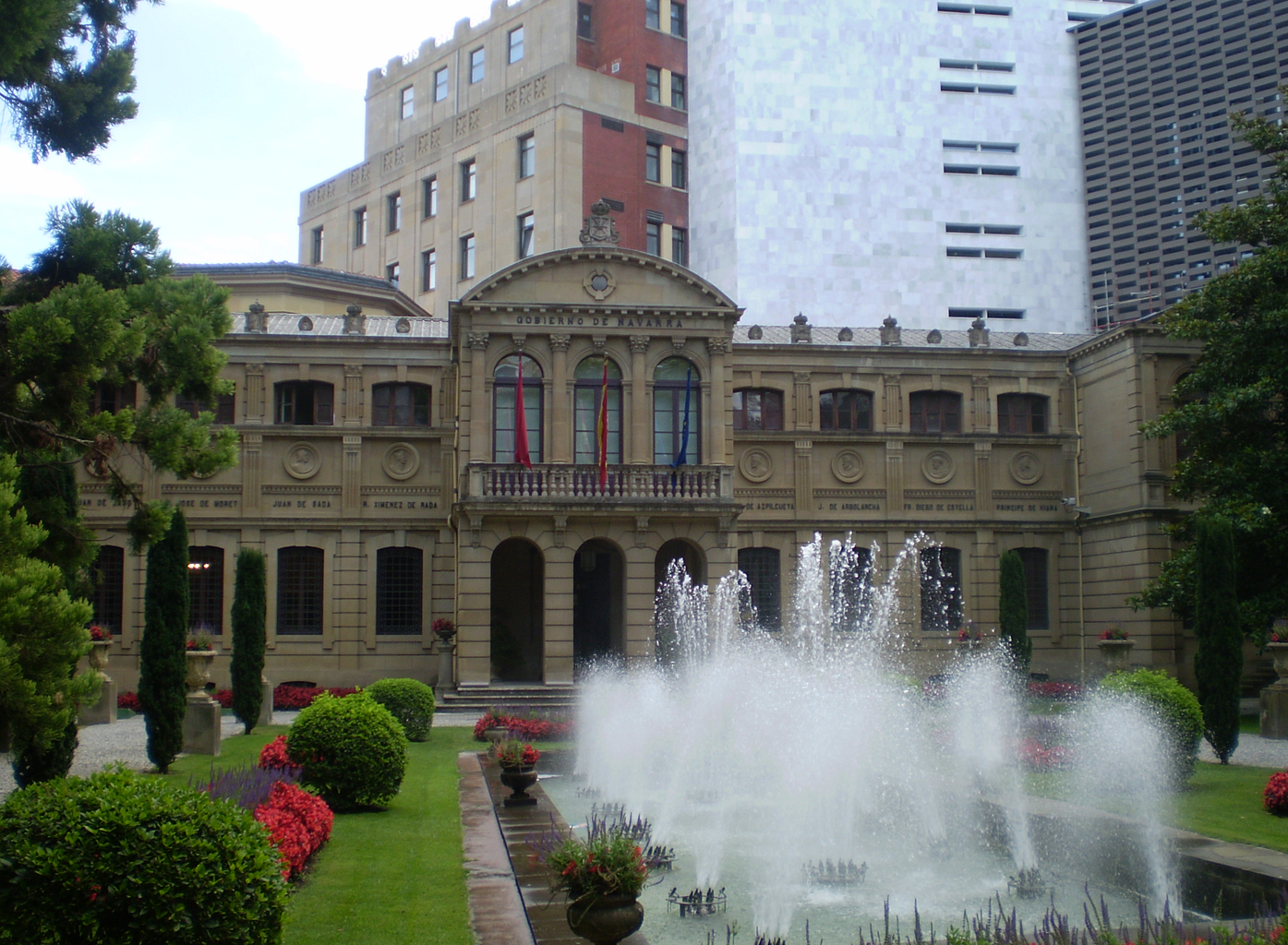
Jardín y fuentes del Palacio de Navarra (antiguo edificio del Archivo General de Navarra).
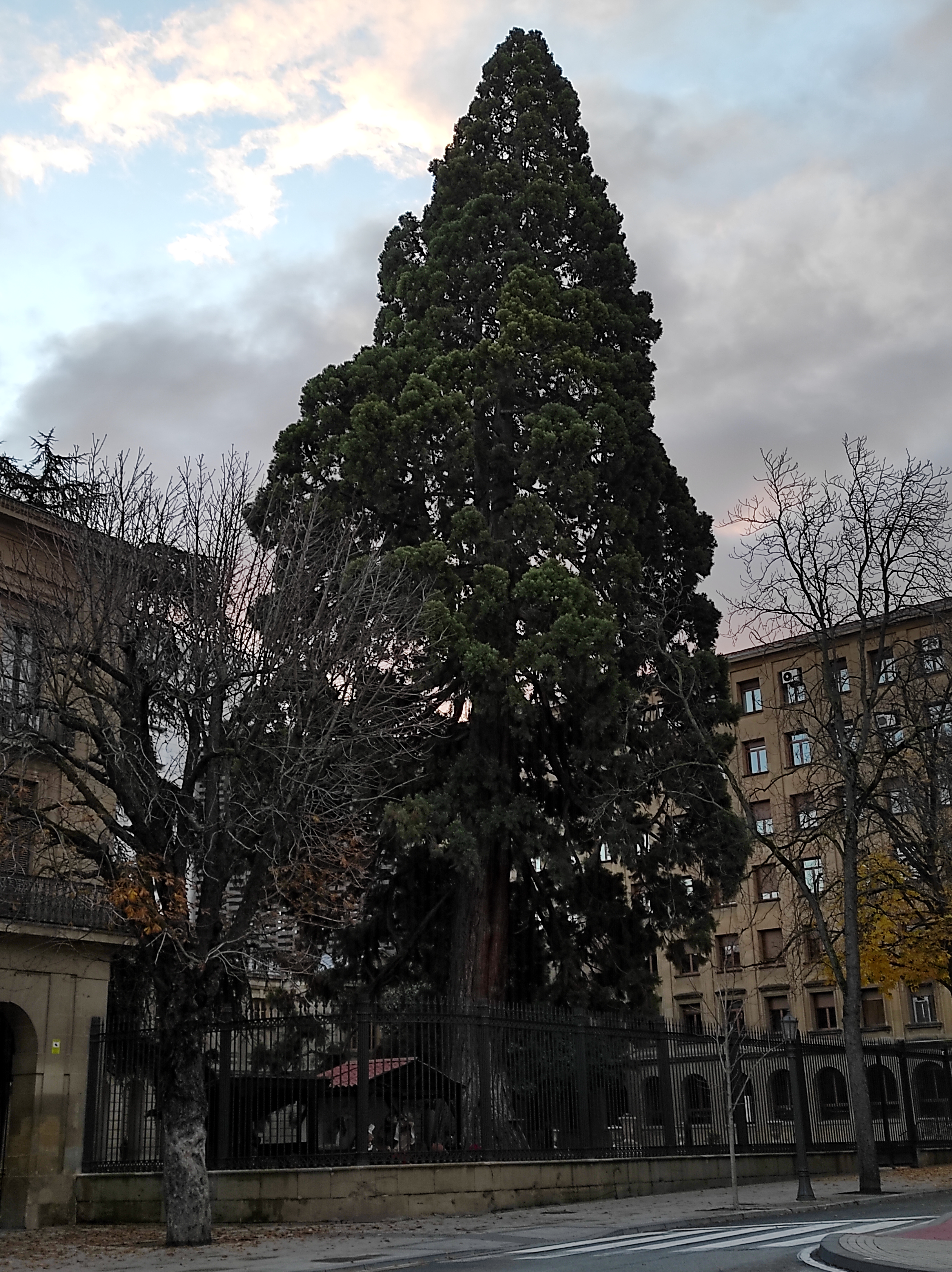
Secuoya procedente de Sierra Nevada (California) plantada en los jardines palaciegos en 1855. Fue declarada Monumento Natural de Navarra con el número 25.